# 納氏擬白魚
納氏擬白魚（学名：Alburnoides namaki）為輻鰭魚綱鯉形目雅羅魚科擬白魚屬的其中一種，分布於亞洲伊朗纳马克盐湖流域，體長可達9.7公分，棲息在底中層水域，生活習性不明。

## 扩展阅读
維基物種上的相關：納氏擬白魚